# Zbójna
Zbójna – wieś w Polsce położona w województwie podlaskim, w powiecie łomżyńskim, w gminie Zbójna.
| SIMC    | Nazwa      | Rodzaj    |
| ------- | ---------- | --------- |
| 0412665 | Budniki    | część wsi |
| 0412671 | Bzówka     | część wsi |
| 0412688 | Czarny Kąt | część wsi |
| 0412694 | Dłużewo    | część wsi |
| 0412702 | Dukat      | część wsi |
| 0412719 | Dziedzice  | część wsi |
| 0412725 | Parzychy   | część wsi |

Miejscowość jest siedzibą gminy Zbójna. Do 1954 roku była siedzibą gminy Gawrychy.

## Historia

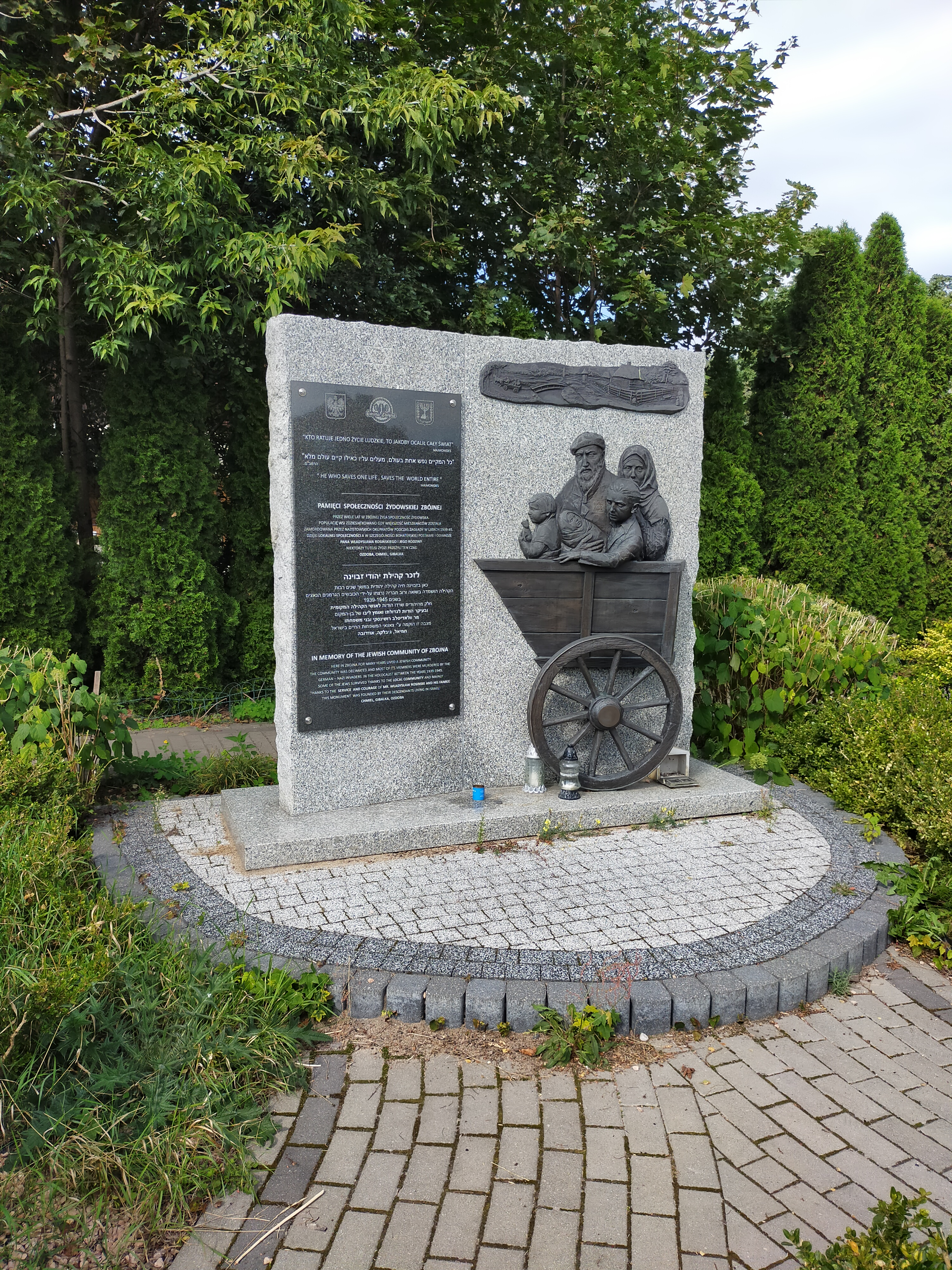
Pomnik upamiętniający społeczność żydowską Zbójnej

W latach 1921–1939 wieś leżała w województwie białostockim, w powiecie kolneńskim (od 1932 w powiecie ostrołęckim), w gminie Gawrychy.
Według Powszechnego Spisu Ludności z 1921 roku zamieszkiwało tu 778 osób, 656 było wyznania rzymskokatolickiego, 13 prawosławnego a 109 mojżeszowego. Jednocześnie 681 mieszkańców zadeklarowało polską przynależność narodową, 81 żydowską a 16 rosyjską. Było tu 134 budynki mieszkalne. Miejscowość należała do miejscowej parafii rzymskokatolickiej. Podlegała pod Sąd Grodzki w Kolnie i Okręgowy w Łomży; właściwy urząd pocztowy mieścił się we wsi.
W wyniku agresji Niemiec we wrześniu 1939, miejscowość znalazła się pod okupacją niemiecką. Została włączona w skład III Rzeszy.
W latach 1975–1998 miejscowość administracyjnie należała do województwa łomżyńskiego.
W miejscowości znajduje się kościół, który jest siedzibą parafii św. Wincentego á Paulo. W strukturze kościoła rzymskokatolickiego parafia należy do metropolii białostockiej, diecezji łomżyńskiej, dekanatu Łomża – św. Brunona.